# Piotr Krasnov
Piotr Nicolaevici Krasnov (10/22 septembrie 1869, Sankt-Petersburg –  16 ianuarie 1947, Moscova) a fost un general rus, ataman al cazacilor de pe Don, politician și pamfletar. În timpul celui de-al doilea război mondial a colaborat cu autoritățile Germaniei Naziste.

## Primii ani și începuturile carierei militare
Piotr Krasnov s-a născut în 1869 în Sankt Petersburg în familia generalului-locotenent Nicolai Krasnov. El a fost fratele savantului și exploratorului Andrei Krasnov și al scriitorului Platon Krasnov. După absolvirea Școlii Militare Pavlovsk (1888)  fost încadrat în „Regimentul de gardă al Alteței Sale Imperiale Țareviciul”. În această perioadă a scris o serie de povestiri și lucrări de teorie militară. 
În 1897 a fost membru al primei misiuni diplomatice ruse în Abisinia. 
În timpul răscoalei boxerilor din China și războiului ruso-japonez, Krasnov a fost corespondent de război. A colaborat la diferite publicații precum „Invalidul militar” (Военный инвалид), „Ofițerul de informații” (Разведчик), „Mesagerul cavaleriei ruse” (Вестник русской конницы) și altele. 
În 1909 a absolvit școala de ofițeri de cavalerie, iar în 1910 a fost înaintat la gradul de colonel și a fost numit la comanda Regimentului I Siberian din Pamir. În octombrie 1913 a fost numit la comanda Regimentului al X-lea al cazacilor de pe Don, în fruntea căruia a participat la primele lupte ale primului război mondial. 

## Primul război mondial
În 1914, Krasnov a fost decorat pentru bravură în luptă cu Ordinul Sfântul Gheorghe, clasa a 4-a și a fost înaintat la gradul de general-maior și a fost numit la comanda Brigăzii I a Diviziei I a cazacilor de pe Don. În mai 1915 a fost numit la comanda Brigada a 3-a a „Diviziei Sălbatice”, iar în iulie a fost numit la comanda a Diviziei a III-a de cazaci de pe Don, iar în septembrie, la comanda Diviziei a II-a de rezervă. 

## Revoluția rusă
Krasnov nu s-a implicat în politică după Revoluția din Februarie și a continuat să se preocupe doar de viața militară. În iunie 1917 a fost numit la comanda Diviziei I a cazacilor din Kuban iar în septembrie a fost înaintat la gradul de general locotenent. După Revoluția din Octombrie, Alexandr Kerenski i-a ordonat lui Krasnov să-i zdrobească pe bolșevicii din Petrograd. Pe 27 octombrie/9 noiembrie, bolșevicii i-au înfruntat pe cei aproximativ 700 de cazaci ai lui Krasnov la Gatchina. (Vedeți și: Revolta Kerenski-Krasnov). Krasnov a fost înfrânt și a fost luat prizonier. Generalul a fost în cele din urmă eliberat, după ce a jurat în fața autorităților bolșevice că nu se va mai implica în lupta antirevoluționară. El s-a îndreptat spre zona Donului, unde a ridicat la luptă căzăcimea și a reînceput lupta împotriva autorităților de la Petrograd. Krasnov a fost ales la Novocherkassk în luna mai în funcția de ataman al cazacilor de pe Don. La începutul lunii mai, trupele germane au intrat în regiunea controlată de cazacii lui Krasnov. Beneficiind de sprijinul Germaniei, el și-a echipat armata, care a reușit până în iunie să alunge forțele Armatei Roșii a Muncitorilor și Țăranilor din regiunea Donului.  În a doua jumătate a anului 1918, Krasnov a avansat pe linia Povorino-Kamîșin-Țarițîn, de unde dorea să lanseze un atac împotriva Moscovei, dar a fost înfrânt în cele din urmă de Gărzile Roșii. După capitularea Germaniei, el a încercat să obțină ajutorul Triplei Antante. În ianuarie 1919, trupele de sub comanda sa au fost unite cu „Forțele Armatei ale Rusiei de Sud” de sub comanda lui Denikin. Mai mult chiar, Krasnov, a fost obligat să recunoască autoritatea lui Anton Denikin, care l-a obligat pe 15 februarie să se transfere sub comanda lui Nicolai Iudenici în „Armata de Nord-Vest” din Estonia.

### Până în 1920
Krasnov a emigrat în 1920. El s-a stabilit la München, în Germania, după care, s-a mutat în Franța din noiembrie 1923. El s-a implicat serios în politică, fiind unul dintre colaboratorii marelui duce Nicolai Nicolaevici în cadrul Uniunii Generale a Combatanților Ruși și a diferitelor organziații monarhiste antibolșevice și naționaliste. 
Krasnov a continuat să lupte împotriva bolșevicilor în timpul emigrației. El a fost unul dintre fondatorii Frăției Adevărului Rus, o organizație care s-a angajat în activitățile clandestine în Rusia Sovietică. Krasnov a scris în timpul emigrației peste 20 de cărți de memorii sau romane istorice, care au fost publicate în rusă, engleză, franceză, germană și alte limbi europene. 
În 1936, el s-a reîntors în Germania. Într-o scrisoare din 1940 el susținea că autonomia și autoguvernarea cazacilor și existența instituțiilor atamanilor sunt legate în totalitate de existența Rusiei monarhiste și de aceea toate eforturile cazacilor ar trebui îndreptate spre dispariția URSS-ului. Într-un articol, Krasnov scria că, în ciuda viații bune pe care o au în emigrație, cazacii se gândesc la momentul în care în Rusia va reapărea un monarh suficient de puternic încât să restabilească adevărul și ordinea în țară. În ziua în care Germania Nazistă ataca Uniunea Sovietică, 22 iunie 1941, Krasnov se adresa cazacilor afirmând că invazia germană nu era îndreptată împotriva Rusiei, ci a comuniștilor, evreilor și celorlalți exploatatori ai sângelui rusesc.

Nu este clar când sau dacă a propus Krasnov germanilor organizarea unor unități militare căzăcești care să intre în compoziția Wehrmachtului și să participe la lupta împotriva Armatei Roșii. Aceste unități militare au fost compuse din membrii ai emigrației albe și din prizonieri de război sovietici. În septembrie 1943, Krasnov era deja comandantul „Direcție generale a trupelor de cazaci” din cadrul „Ministerul Reichului pentru teritoriile ocupate din est” (Reichsministerium für die besetzten Ostgebiete). Krasnov a fost direct implicat în recrutare, antrenarea și formare trupelor de cazaci care au luat parte alături de Wehrmacht la lupta împotriva Armatei Roșii. În noiembrie 1944, Krasnov a refuzat apelul generalului Andrei Vlasov de a se alătura Armatei Ruse de Eliberarea. 
Krasnov s-a predat britanicilor în luna mai 1945 și, pe 28 mai 1945, la Lienz (Austria), a fost predat împreună cu 2.400 de ofițeri cazaci autorităților sovietice în cadrul operațiunii Keelhaul. Colegiul militar al Curții Supreme a URSS l-a condamnat la moarte pe Krasnov și pe alți câțiva generali-atamani (Andrei Șurko, Sultan-Ghirei Klîci, Helmuth von Pannwitz) și numeroși ofițeri cazaci anticomuniști pentru „formarea de detașamente ale Gărzii Albe pentru luptă armată împotriva Uniunii Sovietice și pentru activități active de spionaj, sabotaj și acțiuni teroriste împotriva URSS-ului”. Krasnov a fost spânzurat pe 19 ianuarie 1947 în închisoarea Lefortovo din Moscova.
Istoriografia sovietică susține că în ultima sa luare de cuvânt, Piotr Krasnov a declarat că pedeapsa capitală este binemeritată și că nu găsește nicio justificare pentru lupta de peste treizeci de ani împotriva sovietelor..

## Comemorarea cazacilor anticomuniști
În 1994, a fost edificat un monument în „Biserica tuturor sfinților” din Moscova în memoria lui Andrei Șurko, Sultan-Ghirei Kirci, Helmuth von Pannwitz, Piotr Krasnov și a cazacilor anticomuniști, care au căzut în luptă „pentru credință și patrie”. Pe 8 mai 2007, în ajunul Zilei Victoriei, placa memorială a fost spartă.
Pe 4 august 2006, în satul căzăcesc Elansk din Regiunea Rostov a avut loc ceremonia de dezvelire a unui complex memorial dedicat cazacilor de pe Don care au fost în lupta cu bolșevicii, inclusiv a celor care au luptat de partea lui Hitler. În centrul complexului memorial se află bustul de bronz al atamanului Krasnov. La ceremonia de dezvelire a monumentului au fost prezenți membri ai administrației regionale,  preoți ai Bisericii Ortodoxe Ruse, numeroși cazaci veterani, inclusiv cei care au luptat în Wehrmacht. Pe 30 iulie 2008, procurorul raional, la solicitarea deputatului comunist din Duma de Stat, a cerut demontarea monumentului.

## Încercările de reabilitare
Organizațiile naționaliste și monarhiste, atât cele din Rusia, cât și cele din străinătate au cerut în mod repetat puterii de la Moscova reabilitarea albgardiștilor. 
În conformitate cu concluziile Biroului procurorului general militar, reabilitarea cazacilor condamnați pentru trădare este imposibilă, deoarece condamnarea lor a fost corectă. 
Pe 17 ianuarie 2008, Victor Vodolațki, ataman al cazacilor de pe Don și deputat în Dumă din partea partidului Rusia Unită a semnat o cerere controversată pentru formarea unui grup de lucru pentru reabilitarea lui Piotr Krasnov, în legătură cu cererea înaintată de o organizație a cazacilor din străinătate .